# Old River-Winfree
Old River-Winfree – miasto w Stanach Zjednoczonych, w stanie Teksas, w hrabstwie Liberty.